# Эдни, Самуэль
Самуэль Эдни (англ. Samuel Edney, род. 29 июня 1984, Калгари, Альберта) — канадский саночник, выступающий за сборную Канады с 2000 года. Участник четырёх зимних Олимпийских игр, серебряный призёр Олимпийских игр 2018 года в эстафете, обладатель серебряной и двух бронзовых медалей чемпионатов мира, многократный призёр национального первенства.

## Биография
Самуэль Эдни родился 29 июня 1984 года в городе Калгари, провинция Альберта. Активно заниматься санным спортом начал в четырнадцатилетнем возрасте, в 2000 году прошёл отбор в национальную сборную и стал ездить выступать на различные международные соревнования. В сезоне 2002/03 занял первое место в общем зачёте юниорского Кубка мира, одолев всех своих соперников в зачёте одноместных саней. Также участвовал в заездах двоек, сумел подняться в этой дисциплине до четвёртой позиции.
Первое время Эдни показывал лучшие результаты именно в составе двухместного экипажа, где его партнёром был Гвин Льюис. В сезоне 2003/04 они дебютировали на взрослом Кубке мира и в первом же старте, состоявшемся на домашней трассе в Калгари, финишировали седьмыми, на следующем этапе в немецком Винтерберге закрыли десятку сильнейших. Кроме того, Эдни побывал на молодёжном чемпионате мира в Нагано, показал там тринадцатое время в двойках и двадцать пятое в одиночках, тогда как на следующем мировом первенстве их двухместные сани приехали семнадцатым. С тех пор Эдни решил отказаться от двойки и сконцентрировал всё внимание на мужском одиночном разряде.
Благодаря череде удачных выступлений в 2006 году Самуэль Эдни удостоился права защищать честь страны на зимних Олимпийских играх в Турине, где впоследствии финишировал лишь девятнадцатым. В сезоне 2006/07 канадец поднялся до двадцать второго места в рейтинге лучших саночников, однако на чемпионате мира в японском Нагано потерпел фиаско — тридцать вторая позиция. Лучший свой результат на мировых первенствах показал в 2008 году, приехав девятым на чемпионате мира в немецком Оберхофе, год спустя в американском Лейк-Плэсиде был уже семнадцатым. В общем зачёте Кубка мира редко попадал в двадцатку, поскольку пропускал некоторые этапы из-за подготовки к более крупным соревнованиям.
В 2010 году, заслужив звание чемпиона Канады, Эдни окончательно закрепился в основном составе команды и без проблем прошёл квалификацию на Олимпийские игры в Ванкувере. Планировал побороться здесь за призовые места, так как эта домашняя трасса была ему очень хорошо знакома, но в итоге показал только седьмой результат. В 2012 году на чемпионате мира в немецком Альтенберге завоевал бронзовую медаль в программе смешанных команд. Год спустя на домашнем мировом первенстве в Уистлере выиграл ещё одну медаль в этой дисциплине, на сей раз серебряную. В 2014 году побывал на Олимпийских играх в Сочи, где финишировал одиннадцатым в мужской одиночной программе и стал четвёртым в смешанной эстафете.
Ныне живёт и тренируется в родном Калгари, в свободное от санного спорта время любит кататься на лыжах и горном велосипеде, а также играть в гольф.